# دوري أروبا لكرة القدم 2015–16
دوري أوروبا لكرة القدم 2015–16 هو الموسم 55 من دوري اوروبا لكرة القدم. كان عدد الأندية المشاركة فيه 10، وفاز فيه SV Racing Club Aruba ‏.